# Pogórze Styryjskie
Pogórze Styryjskie (437; niem. Steirisches Hügelland) – region fizycznogeograficzny w południowo-wschodniej Austrii (wschodnia Styria i południowy Burgenland), wchodzący w skład alpejskiego systemu górskiego.
Pogórze Styryjskie leży w obniżeniu tektonicznym powstałym w orogenezie alpejskiej, leżącym u stóp Alp i genetycznie z nimi związanym. Jego charakter jest więc analogiczny do charakteru jednostek stanowiących południowe i północne przedgórze Alp. Zgodnie z tym geografia austriacka wydziela Pogórze Styryjskie (łącząc je przy tym z austriacką częścią Kotliny Panońskiej) jako odrębny region – Południowo-Wschodnie Przedgórze Alp (Südöstliches Alpenvorland). W regionalizacji fizycznogeograficznej według UKD Pogórze Styryjskie jest natomiast włączone do Alp jako podprowincja.
Na zachodzie Pogórze Styryjskie graniczy z Alpami Noryckimi, na północy – z Alpami Styryjskimi i ich przedłużeniem – Wzgórzami Kőszeg. Na wschodzie opada w Małą Nizinę Węgierską i przechodzi w Wysoczyzny Zadunajskie. Na południu granicą są pasmo górskie Kozjak i łańcuch wzgórz Slovenske gorice.
Pogórze Styryjskie ma kształt nieregularnego pięciokąta o wymiarach w przybliżeniu 70 na 80 km. Dzieli się na kilka mniejszych części:
- Pogórze Zachodniostyryjskie (Weststeirisches Hügelland) między Alpami Noryckimi a doliną Mury,
- Kotlina Grazu rozciągająca się wzdłuż doliny Mury po opuszczeniu przez nią Alp Styryjskich,
- Kotlina Leibnitz – przedłużenie Kotliny Grazu,
- rozległe Pogórze Wschodniostyryjskie.

Pogórze Styryjskie powstało wskutek zasypania niecki tektonicznej przez osady z rzek spływających z Alp do Kotliny Panońskiej. Ma obecnie charakter pagórkowatej lub falistej wyżyny o szerokich i łagodnych dolinach. Klimat Pogórza Styryjskiego jest kontynentalny w odmianie panońskiej, roczna suma opadów wynosi około 900 mm. Pogórze jest zajęte pod intensywne rolnictwo – uprawę zbóż, sadownictwo i warzywnictwo, a w wyższych partiach – pod winnice, które zajmują około 40% powierzchni użytków rolnych. Obok upraw rolnych występują rozległe lasy mieszane.
Z bogactw naturalnych na Pogórzu Styryjskim występuje przede wszystkim węgiel brunatny, który był ongiś podstawą rozwoju największego miasta regionu – Grazu. Oprócz tego występują źródła termalne i mineralne.
Pogórze Styryjskie jest gęsto zaludnione, ale jedynym większym miastem jest Graz (255 tys. mieszkańców, drugie co do wielkości miasto Austrii).